# Turpin (Oklahoma)
Turpin es un lugar designado por el censo ubicado en el condado de Beaver en el estado estadounidense de Oklahoma. En el Censo de 2010 tenía una población de 467 habitantes y una densidad poblacional de 290,47 personas por km².

## Geografía
Turpin se encuentra ubicado en las coordenadas 36°52′14″N 100°52′57″O / 36.87056, -100.88250. Según la Oficina del Censo de los Estados Unidos, Turpin tiene una superficie total de 2.59 km², de la cual 2.59 km² corresponden a tierra firme y (0%) 0 km² es agua.

## Demografía
Según el censo de 2010, había 467 personas residiendo en Turpin. La densidad de población era de 290,47 hab./km². De los 467 habitantes, Turpin estaba compuesto por el 83.51% blancos, el 1.71% eran afroamericanos, el 1.28% eran amerindios, el 0% eran asiáticos, el 0% eran isleños del Pacífico, el 9.21% eran de otras razas y el 4.28% pertenecían a dos o más razas. Del total de la población el 23.13% eran hispanos o latinos de cualquier raza.